# Гюлфагининг
Гюлвагининг (нордически: Gylfaginning, в превод измамването на Гюлви, ок. 20 хил. думи) е първата част след пролога от Прозаичната Еда на Снори Стурлусон. В нея се развиват темите за създаването и унищожаването на света от скандинавските богове, както и много други аспекти от скандинавската митология.

## Резюме
Гюлвагининг разказва историята на Гюлви – крал на „страната, която хората днес наричат Швеция“. Той бива измамен от една богиня от асините и в съзнанието му се заражда въпросът дали всички Аси си служат с магия и трикове, за да постигнат своето. В опит да открие отговор, той пътува до Асгард, ала по пътя е измамен от боговете и се озовава на друго място, където намира велик чертог. Вътре той се среща с мъж, който пита за името му и крал Гюлви се представая като Ганглери. Подир това той е отведен до краля на двореца и се натъква на трима мъже: Висок, Също-толкова-висок и Трети.
Ганглери е предизвикан да докаже своята мъдрост като задава въпроси, както е обичая, показан в много нордически саги. Всеки въпрос, зададен на тримата мъже, се отнася до отделна част от скандинавската митология или до самите аси, както и до създаването и унищожаването на света (Рагнарьок). В края целият палат и всички хора в него просто изчезват, така че Гюлви остава да стои на голо парче земя. Завръщайки се в своите родни земи, Гюлви разказва историите, които е чул.